# Јожеф Хертеленди
 Јожеф Болдижар Ференц Хертеленди (мађ. Vitéz hertelendi és vindornyalaki Hertelendy József Boldizsár Ferenc; Виндорњалак, Зала, 9. децембар 1889. —  Залаегерсег, 27. јун 1933.) био је кметски судија у Зали члан среског комитета, властелин, резервни потпоручик, вирилиста (члан парламента).

## Породица
Јожеф Хертеленди је племићког порекла, потомак породице Хертеленди из  жупаније Зала и породице Хертеленди у Виндорњалаку. Отац му је био Јожеф Хертеленди старији (1855–1907), члан Одбора за законодавство округа Зала, а мајка племкиња Елвира Кучинић (1859–1955).
Његови баба и деда по оцу били су Ласло Хертеленди (1817–1865), земљопоседник, и Корнелија Доманички (1834–1901) из Доманице. Његови бака и деда по мајци били су племић Хенрик Кучинић (1821–1901), главни лекар царског и краљевског 52. пешадијског пука, витез Ордена Франца Јосифа и госпођа Клара Ковач (1830–1914).
Његови прадеда и прабака по оцу били су Имре Хертеленди (1794–1850), главни кметски судија округа Зала, земљопоседник и Магдолна Озтерхубер (1797–1883) из Нирлака. Родитељи Магдолне Имрене Остерхубер Хертеленди били су Михаљ Остерхубер (1768-1807), земљопоседник, и Магдолна Форинтош (1772-1850) из Форинтошазе. Родитељи Магдолне Михалине Форинтош Остерхубер били су Адам Форинтош (1733–1781) из Форинтошхазе, главни кметски судија и земљопоседник жупаније Салто, и племкиња Јудит Шимеги (1746–1801) из породице Шимеги. Деда и бака по оцу госпође Адамне Јудит Шимеги Форинтош били су племић Михаљ Шумеги (1716–1727), главни чиновник округа Зала, борац против турака, земљопоседник и госпођа Јудит Фоки (сп. 1772330) од (1700 — 1717). племкиња из породице Фоки. 
Пра-пра-прадеда Јожефа Хертелендија по оцу је био Ђерђ Хертеленди (1764-1831) био је заменик господара Зале, земљопоседник, који је био старатељ Ференца Дејака и његове браће 1808. када су постали сирочад. Јожеф Хертеленди старији (1855–1907) је брат Андора Хертелендија (1857–1907), који је наследио дворац Хертеленди у Кути, округ Шомођ, од њихове тетке Каролине Боронкај доманичке Клементине (1842 — 1902).

## Биографија
Гимназију је завршио у Калксбургу у Аустрији, а затим у Калочи 1908. године. Након тога је студирао право на Правној академији у Печују. 
Своју војну добровољачку годину служио је 1910. и 1911. у Царском краљевском 5. коњичком артиљеријском дивизиону у Комарому. 1913. године, након завршене правне академије, ступио је у службу у жупанији Зала и тамо је радио годину дана као приправник за државну управу, тачније ко кметски судија у Перлаку, Кестхељу, Нађкањижи и Пачи. Године 1914. на почетку Првог светског рата добио је позив и ступио је у састав 1. хонведске коњичке артиљеријске дивизије у Сегедину као резервни артиљеријски заставник. Потом се разболео, а после краткотрајне болести која је захтевала операцију, поново се вратио на фронт и остао на бојишту до краја Првог светског рата, до новембра 1918. године. Отпуштен је као резервни потпоручник по избијању краткотрајне револуције 1919. године. 
После слома револуције, постао је кметски судија округа Пача, дужност коју је обављао до јануара 1920. године. Након тога се повукао на своје имање у Пачи и бавио се земљорадњом. Био је члан племићке касе залског среза и сеоског представничког тела. Међу најближим пријатељима су му били Еден Скублич (1876–1957), политичар Болгодфаји Тибор Фаркаш (1883–1940), народни посланик, и правник и политичар и члан парламента Кристоф Таси (1887–1959).
Јожеф Хертеленди је преминуо 27. јуна 1933. у болници у Залаегерсегу. Након његове смрти, Еден Скублич је постао старатељ Хертелендијеве четворо деце. Године 1935. Јожефне Маргит Сентмихаљи и Хертеленди поседовала је 302 земљишна поседа у Пачи.

## Брак и потомци
Хертеленди се 29. марта 1919. године се оженио у Пачу се госпођицом Маргит Маријом Хермином Сентмихаљи из Ревфалуа (*Ђириш,  Зала, 19. мај 1894 –†Торонто, Канада, 1. октобар 1977), чији су родитељи били Деже Сентмихаљи (1866) – 1935), земљопоседник у Пачи, који је 1935. поседовао укупно 769 катастарских јутара, а прадеда и прадеда су му били Илона Келер (1871–1934). Његови баба и деда по оцу били су Иштван Сентмихаљи (1828–1891) из Ревфалуша, властелински судија и верни адвокат, и Аранка Мајовски (1837–?). Његови бака и деда по мајци били су Јанош Келер, земљопоседник, и Гизела Талијан из Визека (1840–1936). Младожења на церемонији венчања били су Ласло Хертеленди из Хертеленда и Виндорњалак, власник Чакања, који је први рођак Јожефа Хертелендија, и Андор Талијан из Визека, власник Остапана. Рођен је из брака Јожефа Хертелендија и Маргит Сентмихаљи:
- Деже Јожеф Ласло Хертеленди (*Пача, 1920. 6. фебруар– †Торонто, Канада, 1996. 1. јун), [14]
- Јожеф Хертеленди (*Пача, 1922. 23. април– † ?)
- Маргит Хертеленди (*Пача, 1925. 26. март–Будимпешта, 2021. 5. септембар)[15] [16][17]
- Андор Хертеленди (*Пача, 1927. 25. мај– †Цирих, Швајцарска, 2020. 20. септембар).[18]